# ISO 4
ISO 4 — международный стандарт ISO, который определяет единую систему сокращения названий периодических изданий, а именно научных журналов. Стандарт предназначен для создания правильных и достоверных научно-технических ссылок и широко используется в научных базах данных. Последнее обновление стандарта было произведено Международным центром ISSN в декабре 1997 года (третье издание — ISO 4:1997).

## Регулирующий орган
Международная организация по стандартизации назначила Международный центр ISSN (англ. International Standard Serial Number International Centre») в качестве регистрационного органа для ISO 4.

## Список сокращений «LTWA»
Международный центр ISSN поддерживает список аббревиатур «LTWA» (англ. List of Title Word Abbreviations, с англ. — «список сокращений слов в заглавиях»), содержащий стандартные сокращения слов, часто встречающихся в заголовках журналов. LTWA содержит более 56 000 слов и их аббревиатур на 65 языках.

## Правила и примеры сокращений
Например, в соответствии со стандартами ISO 4, Journal of Polymer Science сокращается до J. Polym. Sci., журнал Schizophrenia Bulletin до Schizophr. Bull.